# Liste der denkmalgeschützten Objekte in Steinhaus (Oberösterreich)
Die Liste der denkmalgeschützten Objekte in Steinhaus enthält die 8 denkmalgeschützten, unbeweglichen Objekte der Gemeinde Steinhaus in Oberösterreich (Bezirk Wels-Land).

## Denkmäler
| Foto |                 | Denkmal | Standort                                        | Beschreibung | Metadaten |
| ---- | --------------- | --- | ----------------------------------------------- | --- | --- |
| ja   | Datei hochladen | Kath. Filialkirche hl. Nikolaus und ehem. Friedhofsfläche HERIS-ID: 52632 Objekt-ID: 59940                        | Taxlberg Standort KG: Oberschauersberg          | Die kleine, einschiffige romanische Kirche mit gotischem Chor, westseitigem Dachreiter und Portalvorbau sowie Sakristei wurde 1108 geweiht. | BDA-Hist.: Q38053006 Status: § 2a Stand der BDA-Liste: 2025-06-30 Name: Kath. Filialkirche hl. Nikolaus und ehem. Friedhofsfläche GstNr.: .142, 192 Nikolaikirche Taxlberg                                                            |
| ja   | Datei hochladen | Römische Villa Traunleiten HERIS-ID: 57910 Objekt-ID: 68259                                                       | Flur Traunleiten Standort KG: Oberschauersberg  | Die Reste der römischen villa suburbana aus dem 2. bis 3. Jahrhundert wurden ab 1997 ergraben, wobei vor allem das Wirtschaftsgebäude partiell freigelegt wurde. Im Norden des noch nicht freigelegten Hauptgebäudes fand sich ein spätantikes Gräberfeld, des Weiteren wurden bei Taxlberg Nr. 3 Reste gefunden, die auf einen weiteren Gutshof hinweisen. | BDA-Hist.: Q38079310 Status: Bescheid Stand der BDA-Liste: 2025-06-30 Name: Römische Villa Traunleiten GstNr.: 2021/1, 2023, 2030, 2024, 2045                                                                                         |
| ja   | Datei hochladen | Lichtsäule HERIS-ID: 38553 Objekt-ID: 38136                                                                       | Traunleiten Standort KG: Oberschauersberg       | Die aus dem Jahre 1508 stammende gotische Lichtsäule wurde vermutlich als Sühnetat von der Welser Bürgerfamilie Achleuter gestiftet. Aufgestellt wahrscheinlich an der Stelle, an der Christof Achleuter damals im Raufhandel Jakob Vorster tötete. | BDA-Hist.: Q37981954 Status: Bescheid Stand der BDA-Liste: 2025-06-30 Name: Lichtsäule GstNr.: 1925 |
| ja   | Datei hochladen | Kath. Pfarrkirche Alle hll. Apostel und ehem. Friedhof HERIS-ID: 52602 Objekt-ID: 59857                           | gegenüber Kirchenplatz 3 Standort KG: Steinhaus | Der einfache barocke Langbau mit niedrigem, eingezogenen Chor und Kapellenanbau wird von einem zwiebelbekrönten Turm überragt. Der Hochaltar wurde 1694 errichtet. | BDA-Hist.: Q26215056 Status: § 2a Stand der BDA-Liste: 2025-06-30 Name: Kath. Pfarrkirche Alle hll. Apostel und ehem. Friedhof GstNr.: .19, 443/1, 445, 443/2, 2650/3 Pfarrkirche zu den Heiligen Aposteln (Steinhaus, Upper Austria) |
| ja   | Datei hochladen | Sog. Pestsäule HERIS-ID: 91139 Objekt-ID: 105869                                                                  | bei Oberhartstraße 11 Standort KG: Steinhaus    | Die 2,9 Meter hohe Steinsäule aus Konglomeratgestein hat einen vierseitig abgefasten Schaft und einen vorkragenden vierseitigen Aufsatz mit Dreieckgiebelfeldern. Die spätgotische Säule wurde der Überlieferung 1713 zur Erinnerung an die Pest an der Stelle des ehemaligen Pestfriedhofs aufgestellt.                                                    | BDA-Hist.: Q37752983 Status: § 2a Stand der BDA-Liste: 2025-06-30 Name: Sog. Pestsäule GstNr.: 2130/1 Pestsäule Siebeneichen |
| ja   | Datei hochladen | Schloss Steinhaus mit Standbild hl. Antonius von Padua und Gartenmauer HERIS-ID: 91155 Objekt-ID: 105885seit 2012 | Schlossstraße 1 Standort KG: Steinhaus          | Schloss Steinhaus ist eine hufeisenförmige Anlage mit zwei Geschoßen aus der Mitte des 17. Jahrhunderts. Die Statue des hl. Antonius von Padua wurde 1729 geschaffen. | BDA-Hist.: Q2243604 Status: Bescheid Stand der BDA-Liste: 2025-06-30 Name: Schloss Steinhaus mit Standbild hl. Antonius von Padua und Gartenmauer GstNr.: 434/1 Schloss Steinhaus                                                     |
| ja   | Datei hochladen | Kriegerdenkmal HERIS-ID: 91551 Objekt-ID: 106343                                                                  | bei Schlossstraße 3 Standort KG: Steinhaus      | Das Kriegerdenkmal an der westlichen Schlossparkmauer wurde 1951 errichtet und besitzt einen Sockel aus zwei gestaffelten Steinblöcken und einer überlebensgroßen Kunststeinskulptur eines verwundeten Soldaten. | BDA-Hist.: Q37755888 Status: § 2a Stand der BDA-Liste: 2025-06-30 Name: Kriegerdenkmal GstNr.: 426/2 |
| ja   | Datei hochladen | Pfarrhof und Nebengebäude HERIS-ID: 91552 Objekt-ID: 106344                                                       | bei Schlossstraße 10 Standort KG: Steinhaus     | Der Pfarrhof wurde 1785 östlich der Pfarrkirche als zweigeschoßiger, spätbarocker Bau mit leicht geschweiftem Mansarddach errichtet, wobei die Fassadengestaltung mittels Riesenlisenen erfolgte. Zum Pfarrhof gehören zudem ein Stadel mit Schupfen aus dem Ende des 18. Jahrhunderts.                                                                     | BDA-Hist.: Q37755899 Status: § 2a Stand der BDA-Liste: 2025-06-30 Name: Pfarrhof und Nebengebäude GstNr.: .18 |